# Cees Zwart
Prof. Dr. Cees Zwart (Hillegersberg, 28 december 1934 - Villefranche-de-Lauragais, 16 juli 2024) was een Nederlands publicist, emeritus-hoogleraar en econoom met specialisaties in de sociologie, bedrijfspsychologie, organisatieontwikkeling, sociale pedagogiek en sociaal recht. Hij richtte zich onder andere op transities binnen organisaties, leiderschap en menswaardige economie.

## Levensloop

### Studie
Van 1954 tot 1960 studeerde Zwart sociale economie aan de Erasmus Universiteit in Rotterdam. Hij promoveerde in 1972 tot doctor in de economische wetenschappen op een proefschrift over Gericht veranderen van organisaties.
Zwart was leerling van Bernard Lievegoed en later zijn opvolger als hoogleraar sociale pedagogiek in Rotterdam.

### Werk
Zwart werd na zijn studie aan de Erasmus Universiteit Rotterdam hoogleraar sociale pedagogiek. Na zijn promotie werd hij hoogleraar organisatieontwikkeling en menselijke kwaliteit aan de Katholieke Universiteit Brabant (Tias Business School).
In 1982 werd hij rector aan de Vrije Hogeschool; dit rectoraat werd overgedragen door Bernard Lievegoed. Onder leiding van Zwart ging het aanvankelijk relatief voorspoedig en kwamen er nieuwe initiatieven tot ontplooiing. Maar op een bepaald moment ontstond er onenigheid over principïele verschillen. Dit leidde in 1996 tot vertrek van Zwart.
Als emeritus-hoogleraar was Zwart tot kort voor zijn overlijden nog actief als raadgever, publicist en verteller. Zijn werkthema’'s waren: ontwikkelkunde in de context van turbulentie, koerszoekend leiderschap, de dynamiek van de menselijke levensloop en fundamentele transities in de samenleving. Hij stond op de bres voor grensverleggende denkbeelden.
Op 22 september 2023 hield Zwart zijn afscheidscollege in de dorpskerk van Leur en schreef zijn laatste boek 'De tijd waarin wij leven' Het Slotaccoord.

## Persoonlijk
Cees Zwart is in 1960 getrouwd en kreeg drie zoons. Het echtpaar verhuisde in 2023 naar Zuid-Frankrijk. Daar overleed Zwart na een kort ziekbed op 89-jarige leeftijd.